# Liste des choix de repêchages des Panthers de la Floride
Cette liste contient tous les joueurs de hockey sur glace ayant été repêchés par les Panthers de la Floride, franchise de la Ligue nationale de hockey. Les joueurs listés ci-dessus n'ont pas obligatoirement joué un match sous le maillot de l'équipe.
Elle regroupe les joueurs depuis le Repêchage de 1993 organisé par la LNH en 1992-1993, jusqu’à aujourd’hui. Il s’agit du premier repêchage de l’histoire de la LNH,. Les joueurs sont classés par année de repêchage. Les deux premières colonnes donnent le rang et le tour duquel le joueur a été repêché suivis de son nom, de sa nationalité et de sa position de jeu.

## Les repêchages d'entrée

### 1993
| No  | Tour | Nom              | Nationalité | Position       |
| --- | ---- | ---------------- | ----------- | -------------- |
| 5   | 1er  | Rob Niedermayer  | Canada      | Centre         |
| 41  | 2e   | Kevin Weekes     | Canada      | Gardien de but |
| 57  | 3e   | Chris Armstrong  | Canada      | Défenseur      |
| 67  | 3e   | Mikael Tjällden  | Suède       | Défenseur      |
| 78  | 3e   | Steve Washburn   | Canada      | Centre         |
| 83  | 4e   | Bill McCauley    | États-Unis  | Centre         |
| 109 | 5e   | Todd MacDonald   | Canada      | Gardien de but |
| 135 | 6e   | Alain Nasreddine | Canada      | Défenseur      |
| 161 | 7e   | Trevor Doyle     | Canada      | Défenseur      |
| 187 | 8e   | Briane Thompson  | Canada      | Défenseur      |
| 213 | 9e   | Chad Cabana      | Canada      | Ailier gauche  |
| 239 | 10e  | John Demarco     | États-Unis  | Défenseur      |
| 265 | 11e  | Eric Montreuil   | Canada      | Centre         |
| 4   | R.S  | Chris Imes       | États-Unis  | Défenseur      |

### 1994
| No  | Tour | Nom              | Nationalité | Position      |
| --- | ---- | ---------------- | ----------- | ------------- |
| 1er | 1er  | Ed Jovanovski    | Canada      | Défenseur     |
| 27  | 2e   | Rhett Warrener   | Canada      | Défenseur     |
| 31  | 2e   | Jason Podollan   | Canada      | Centre        |
| 36  | 2e   | Ryan Johnson     | Canada      | Centre        |
| 84  | 4e   | David Nemirovsky | Canada      | Ailier droit  |
| 105 | 5e   | Dave Geris       | Canada      | Défenseur     |
| 157 | 7e   | Matt O'Dette     | Canada      | Ailier droit  |
| 183 | 8e   | Jasson Boudrias  | Canada      | Centre        |
| 235 | 10e  | Tero Lehterä     | Finlande    | Ailier gauche |
| 261 | 11e  | Per Gustafsson   | Suède       | Défenseur     |
| 1   | R.S  | Sean McCann      | Canada      | Défenseur     |

### 1995
| No  | Tour | Nom               | Nationalité        | Position       |
| --- | ---- | ----------------- | ------------------ | -------------- |
| 10  | 1er  | Radek Dvořák      | République tchèque | Ailier droit   |
| 36  | 2e   | Aaron MacDonald   | Canada             | Gardien de but |
| 62  | 3e   | Mike O'Grady      | Canada             | Défenseur      |
| 80  | 4e   | Dave Duerden      | Canada             | Ailier gauche  |
| 88  | 4e   | Daniel Tjärnqvist | Suède              | Défenseur      |
| 114 | 5e   | François Cloutier | Canada             | Ailier gauche  |
| 166 | 7e   | Peter Worrell     | Canada             | Ailier gauche  |
| 192 | 8e   | Filip Kuba        | République tchèque | Défenseur      |
| 218 | 9e   | David Lemanowicz  | Canada             | Gardien de but |

### 1996
| No  | Tour | Nom               | Nationalité | Position       |
| --- | ---- | ----------------- | ----------- | -------------- |
| 20  | 1er  | Marcus Nilson     | Suède       | Ailier gauche  |
| 60  | 3e   | Chris Allen       | Canada      | Défenseur      |
| 65  | 3e   | Oleg Kvacha       | Russie      | Centre         |
| 82  | 4e   | Joey Tetarenko    | Canada      | Ailier droit   |
| 129 | 5e   | Andrew Long       | Canada      | Centre         |
| 156 | 6e   | Gaétan Poirier    | Canada      | Ailier gauche  |
| 183 | 7e   | Alexandre Couture | Canada      | Défenseur      |
| 209 | 8e   | Denis Khlopotnov  | Russie      | Gardien de but |
| 235 | 9e   | Russell Smith     | Canada      | Défenseur      |

### 1997
| No  | Tour | Nom                | Nationalité        | Position      |
| --- | ---- | ------------------ | ------------------ | ------------- |
| 20  | 1er  | Mike Brown         | Canada             | Ailier gauche |
| 47  | 2e   | Kristian Huselius  | Suède              | Ailier gauche |
| 56  | 3e   | Vratislav Cech     | République tchèque | Défenseur     |
| 74  | 3e   | Nick Smith         | Canada             | Centre        |
| 95  | 4e   | Ivan Novosseltsev  | Russie             | Ailier droit  |
| 127 | 5e   | Patrick Parthenais | États-Unis         | Défenseur     |
| 155 | 6e   | Keith Delaney      | Canada             | Centre        |
| 183 | 7e   | Tyler Palmer       | Canada             | Défenseur     |
| 211 | 8e   | Doug Schueller     | États-Unis         | Défenseur     |
| 237 | 9e   | Benoit Côté        | Canada             | Centre        |

### 1998
| No  | Tour | Nom             | Nationalité        | Position      |
| --- | ---- | --------------- | ------------------ | ------------- |
| 30  | 2e   | Kyle Rossiter   | Canada             | Défenseur     |
| 61  | 3e   | Joe DiPenta     | Canada             | Défenseur     |
| 63  | 3e   | Lance Ward      | Canada             | Ailier droit  |
| 89  | 4e   | Ryan Jardine    | Canada             | Ailier gauche |
| 117 | 5e   | Jaroslav Špaček | République tchèque | Défenseur     |
| 148 | 6e   | Chris Ovington  | Canada             | Défenseur     |
| 176 | 7e   | B.J. Ketcheson  | Canada             | Défenseur     |
| 203 | 8e   | Ian Jacobs      | Canada             | Ailier droit  |
| 231 | 9e   | Adrian Wischer  | Suède              | Centre        |

### 1999
| No  | Tour | Nom                  | Nationalité | Position       |
| --- | ---- | -------------------- | ----------- | -------------- |
| 12  | 1er  | Denis Chvidki        | Ukraine     | Ailier droit   |
| 40  | 2e   | Alex Auld            | Canada      | Gardien de but |
| 70  | 3e   | Niklas Hagman        | Finlande    | Ailier gauche  |
| 80  | 3e   | Jean-Francois Laniel | Canada      | Gardien de but |
| 103 | 4e   | Morgan McCormick     | Canada      | Ailier droit   |
| 109 | 4e   | Rod Sarich           | Canada      | Défenseur      |
| 169 | 6e   | Brad Woods           | Canada      | Défenseur      |
| 198 | 7e   | Travis Eagles        | Canada      | Ailier droit   |
| 227 | 8e   | Jonathan Charron     | Canada      | Gardien de but |

### 2000
| No  | Tour | Nom                 | Nationalité | Position       |
| --- | ---- | ------------------- | ----------- | -------------- |
| 58  | 2e   | Vladimir Sapojnikov | Russie      | Défenseur      |
| 77  | 3e   | Robert Fried        | États-Unis  | Ailier droit   |
| 82  | 3e   | Sean O'Connor       | Canada      | Ailier droit   |
| 115 | 4e   | Chris Eade          | Canada      | Défenseur      |
| 120 | 4e   | Davis Parley        | Canada      | Gardien de but |
| 190 | 6e   | Josh Olson          | États-Unis  | Ailier gauche  |
| 234 | 8e   | Jānis Sprukts       | Lettonie    | Centre         |
| 253 | 8e   | Mathew Sommerfeld   | Canada      | Ailier gauche  |

### 2001
| No  | Tour | Nom              | Nationalité        | Position       |
| --- | ---- | ---------------- | ------------------ | -------------- |
| 4   | 1er  | Stephen Weiss    | Canada             | Centre         |
| 24  | 1er  | Lukáš Krajíček   | République tchèque | Défenseur      |
| 34  | 2e   | Greg Watson      | Canada             | Attaquant      |
| 64  | 3e   | Tomáš Malec      | Slovaquie          | Défenseur      |
| 68  | 3e   | Grant McNeill    | Canada             | Défenseur      |
| 117 | 4e   | Michael Woodford | États-Unis         | Ailier droit   |
| 136 | 5e   | Billy Thompson   | Canada             | Gardien de but |
| 169 | 6e   | Dustin Johner    | Canada             | Centre         |
| 200 | 7e   | Toni Koivisto    | Finlande           | Attaquant      |
| 231 | 8e   | Kyle Bruce       | Canada             | Ailier droit   |
| 263 | 9e   | Ján Blanár       | Slovaquie          | Défenseur      |
| 267 | 9e   | Ivan Majeský     | Slovaquie          | Défenseur      |

### 2002
| No  | Tour | Nom               | Nationalité        | Position       |
| --- | ---- | ----------------- | ------------------ | -------------- |
| 3   | 1er  | Jay Bouwmeester   | Canada             | Défenseur      |
| 9   | 1er  | Petr Tatíček      | République tchèque | Centre         |
| 40  | 2e   | Rob Globke        | États-Unis         | Attaquant      |
| 67  | 3e   | Gregory Campbell  | Canada             | Attaquant      |
| 134 | 5e   | Topi Jaakola      | Finlande           | Défenseur      |
| 158 | 5e   | Vince Bellissimo  | Canada             | Centre         |
| 169 | 6e   | Jeremy Swanson    | Canada             | Défenseur      |
| 196 | 6e   | Mikael Vuorio     | Finlande           | Gardien de but |
| 200 | 7e   | Denis Iatchmeniov | Russie             | Ailier gauche  |
| 232 | 8e   | Peter Hafner      | États-Unis         | Défenseur      |

### 2003
| No  | Tour | Nom             | Nationalité        | Position      |
| --- | ---- | --------------- | ------------------ | ------------- |
| 3   | 1er  | Nathan Horton   | Canada             | Centre        |
| 25  | 1er  | Anthony Stewart | Canada             | Attaquant     |
| 38  | 2e   | Kamil Kreps     | République tchèque | Centre        |
| 55  | 2e   | Stefan Meyer    | Canada             | Ailier gauche |
| 105 | 4e   | Martin Lojek    | République tchèque | Défenseur     |
| 124 | 4e   | James Pemberton | États-Unis         | Défenseur     |
| 141 | 5e   | Dan Travis      | États-Unis         | Ailier droit  |
| 162 | 5e   | Martin Tuma     | République tchèque | Défenseur     |
| 171 | 6e   | Denis Stassiouk | Russie             | Centre        |
| 223 | 7e   | Dany Roussin    | Canada             | Centre        |
| 234 | 8e   | Petr Kadlec     | République tchèque | Défenseur     |
| 264 | 9e   | John Hecimovic  | Canada             | Ailier droit  |
| 265 | 9e   | Tanner Glass    | Canada             | Attaquant     |

### 2004
| No  | Tour | Nom             | Nationalité        | Position       |
| --- | ---- | --------------- | ------------------ | -------------- |
| 7   | 1er  | Rostislav Olesz | République tchèque | Centre         |
| 37  | 2e   | David Shantz    | Canada             | Gardien de but |
| 53  | 2e   | David Booth     | États-Unis         | Ailier gauche  |
| 105 | 4e   | Evan Schafer    | Canada             | Défenseur      |
| 152 | 5e   | Bret Nasby      | Canada             | Défenseur      |
| 267 | 9e   | Spencer Dillon  | États-Unis         | Défenseur      |
| 283 | 9e   | Luke Beaverson  | États-Unis         | Défenseur      |

### 2005
| No  | Tour | Nom             | Nationalité | Position       |
| --- | ---- | --------------- | ----------- | -------------- |
| 20  | 1er  | Kenndal McArdle | Canada      | Ailier gauche  |
| 32  | 2e   | Tyler Plante    | États-Unis  | Gardien de but |
| 90  | 3e   | Dan Collins     | États-Unis  | Ailier droit   |
| 93  | 4e   | Olivier Legault | Canada      | Ailier gauche  |
| 104 | 4e   | Matt Duffy      | États-Unis  | Défenseur      |
| 161 | 5e   | Brian Foster    | États-Unis  | Gardien de but |
| 164 | 6e   | Roman Derliouk  | Russie      | Défenseur      |
| 224 | 7e   | Zach Bearson    | États-Unis  | Ailier droit   |

### 2006
| No  | Tour | Nom             | Nationalité        | Position       |
| --- | ---- | --------------- | ------------------ | -------------- |
| 10  | 1er  | Michael Frolik  | République tchèque | Attaquant      |
| 73  | 3e   | Brady Calla     | Canada             | Ailier droit   |
| 103 | 4e   | Michael Caruso  | Canada             | Défenseur      |
| 116 | 4e   | Derrick Lapoint | États-Unis         | Défenseur      |
| 155 | 6e   | Peter Aston     | Canada             | Défenseur      |
| 193 | 7e   | Marc Cheverie   | Canada             | Gardien de but |

### 2007
| No  | Tour | Nom                   | Nationalité        | Position       |
| --- | ---- | --------------------- | ------------------ | -------------- |
| 10  | 1er  | Keaton Ellerby        | Canada             | Défenseur      |
| 40  | 2e   | Michal Řepík          | République tchèque | Ailier droit   |
| 71  | 3e   | Ievgueni Dadonov      | Russie             | Ailier droit   |
| 101 | 4e   | Matt Rust             | États-Unis         | Centre         |
| 131 | 5e   | John Lee              | États-Unis         | Défenseur      |
| 181 | 6e   | Corey Syvret          | Canada             | Défenseur      |
| 191 | 7e   | Ryan Watson           | Canada             | Ailier gauche  |
| 202 | 7e   | Sergueï Gaïdoutchenko | Russie             | Gardien de but |

### 2008
| No  | Tour | Nom             | Nationalité | Position       |
| --- | ---- | --------------- | ----------- | -------------- |
| 31  | 2e   | Jacob Markström | Suède       | Gardien de but |
| 46  | 2e   | Colby Robak     | Canada      | Défenseur      |
| 80  | 3e   | Adam Comrie     | Canada      | Défenseur      |
| 100 | 4e   | A.J. Jenks      | États-Unis  | Ailier gauche  |
| 190 | 7e   | Matt Bartkowski | États-Unis  | Défenseur      |

### 2009
| No  | Tour | Nom             | Nationalité | Position      |
| --- | ---- | --------------- | ----------- | ------------- |
| 14  | 1er  | Dmitri Koulikov | Russie      | Défenseur     |
| 44  | 2e   | Drew Shore      | États-Unis  | Centre        |
| 67  | 3e   | Josh Birkholz   | États-Unis  | Ailier droit  |
| 107 | 4e   | Garrett Wilson  | Canada      | Ailier gauche |
| 135 | 5e   | Corban Knight   | Canada      | Centre        |
| 138 | 5e   | Wade Megan      | États-Unis  | Centre        |
| 165 | 6e   | Scott Timmins   | Canada      | Centre        |

### 2010
| No  | Tour | Nom                | Nationalité | Position       |
| --- | ---- | ------------------ | ----------- | -------------- |
| 3   | 1er  | Erik Gudbranson    | Canada      | Défenseur      |
| 19  | 1er  | Nicholas Bjugstad  | États-Unis  | Centre         |
| 25  | 1er  | Quinton Howden     | Canada      | Centre         |
| 33  | 2e   | John McFarland     | Canada      | Ailier gauche  |
| 36  | 2e   | Alexander Petrovic | Canada      | Défenseur      |
| 50  | 2e   | Connor Brickley    | États-Unis  | Centre         |
| 69  | 3e   | Joe Basaraba       | Canada      | Ailier droit   |
| 92  | 4e   | Sam Brittain       | Canada      | Gardien de but |
| 93  | 4e   | Benjamin Gallacher | Canada      | Défenseur      |
| 99  | 4e   | Joonas Donskoi     | Finlande    | Ailier droit   |
| 123 | 5e   | Zach Hyman         | Canada      | Centre         |
| 153 | 6e   | Corey Durocher     | Canada      | Ailier gauche  |
| 183 | 7e   | Ronald Boyd        | États-Unis  | Défenseur      |

### 2011
| No  | Tour | Nom                | Nationalité | Position     |
| --- | ---- | ------------------ | ----------- | ------------ |
| 3   | 1er  | Jonathan Huberdeau | Canada      | Centre       |
| 33  | 2e   | Rocco Grimaldi     | États-Unis  | Centre       |
| 59  | 2e   | Rasmus Bengtsson   | Suède       | Défenseur    |
| 64  | 3e   | Vincent Trocheck   | États-Unis  | Centre       |
| 76  | 3e   | Logan Shaw         | Canada      | Ailier droit |
| 87  | 3e   | Jonathan Racine    | Canada      | Défenseur    |
| 91  | 3e   | Kyle Rau           | États-Unis  | Centre       |
| 124 | 5e   | Iaroslav Kossov    | Russie      | Attaquant    |
| 154 | 6e   | Edward Wittchow    | États-Unis  | Défenseur    |
| 184 | 7e   | Iiro Pakarinen     | Finlande    | Ailier droit |

### 2012
| No  | Tour | Nom                 | Nationalité | Position      |
| --- | ---- | ------------------- | ----------- | ------------- |
| 23  | 1er  | Mike Matheson       | Canada      | Défenseur     |
| 84  | 3e   | Steven Hodges       | Canada      | Centre        |
| 114 | 4e   | Aleksandr Delnov    | Russie      | Ailier gauche |
| 174 | 6e   | Francis Beauvillier | Canada      | Centre        |
| 194 | 7e   | Jonatan Nielsen     | Suède       | Défenseur     |

### 2013
| No  | Tour | Nom                    | Nationalité | Position       |
| --- | ---- | ---------------------- | ----------- | -------------- |
| 2   | 1er  | Aleksander Barkov      | Finlande    | Centre         |
| 31  | 2e   | Ian McCoshen           | États-Unis  | Défenseur      |
| 92  | 4e   | Evan Cowley            | Canada      | Gardien de but |
| 97  | 4e   | Michael Downing        | États-Unis  | Défenseur      |
| 98  | 4e   | Matt Buckles           | Canada      | Centre         |
| 122 | 5e   | Christopher Clapperton | Canada      | Ailier gauche  |
| 152 | 6e   | Joshua Brown           | Canada      | Défenseur      |
| 206 | 7e   | MacKenzie Weegar       | Canada      | Défenseur      |

### 2014
| No  | Tour | Nom            | Nationalité | Position       |
| --- | ---- | -------------- | ----------- | -------------- |
| 1er | 1er  | Aaron Ekblad   | Canada      | Défenseur      |
| 32  | 2e   | Jayce Hawryluk | Canada      | Centre         |
| 65  | 3e   | Juho Lammikko  | Finlande    | Ailier droit   |
| 92  | 4e   | Joe Wegwerth   | États-Unis  | Ailier droit   |
| 143 | 5e   | Miguel Fidler  | États-Unis  | Ailier gauche  |
| 182 | 7e   | Hugo Fagerblom | Suède       | Gardien de but |

### 2015
| No  | Tour | Nom                 | Nationalité | Position       |
| --- | ---- | ------------------- | ----------- | -------------- |
| 11  | 1er  | Lawson Crouse       | Canada      | Ailier gauche  |
| 77  | 3e   | Samuel Montembeault | Canada      | Gardien de but |
| 88  | 3e   | Thomas Schemitsch   | Canada      | Défenseur      |
| 102 | 4e   | Denis Malgin        | Suisse      | Centre         |
| 132 | 5e   | Karch Bachman       | États-Unis  | Ailier gauche  |
| 162 | 6e   | Christopher Wilkie  | États-Unis  | Ailier droit   |
| 192 | 7e   | Patrick Shea        | États-Unis  | Centre         |
| 206 | 7e   | Ryan Bednard        | États-Unis  | Gardien de but |

### 2016
| No  | Tour | Nom                  | Nationalité | Position      |
| --- | ---- | -------------------- | ----------- | ------------- |
| 23  | 1er  | Henrik Borgström     | Finlande    | Centre        |
| 38  | 2e   | Adam Mascherin       | Canada      | Ailier gauche |
| 89  | 3e   | Linus Nässén         | Suède       | Défenseur     |
| 94  | 4e   | Jonathan Ang         | Canada      | Centre        |
| 114 | 4e   | Riley Stillman       | Canada      | Défenseur     |
| 175 | 6e   | Maksim Mamine        | Russie      | Centre        |
| 195 | 7e   | Benjamin Finkelstein | États-Unis  | Défenseur     |

### 2017
| No  | Tour | Nom              | Nationalité | Position     |
| --- | ---- | ---------------- | ----------- | ------------ |
| 10  | 1er  | Owen Tippett     | Canada      | Ailier droit |
| 40  | 2e   | Aleksi Heponiemi | Finlande    | Centre       |
| 66  | 3e   | Max Gildon       | États-Unis  | Défenseur    |
| 133 | 5e   | Tyler Inamoto    | États-Unis  | Défenseur    |
| 184 | 6e   | Sebastian Repo   | Finlande    | Ailier droit |

### 2018
| No  | Tour | Nom               | Nationalité | Position      |
| --- | ---- | ----------------- | ----------- | ------------- |
| 15  | 1er  | Grigori Denisenko | Russie      | Ailier gauche |
| 34  | 2e   | Serron Noel       | Canada      | Ailier droit  |
| 89  | 3e   | Logan Hutsko      | États-Unis  | Ailier droit  |
| 170 | 6e   | Justin Schütz     | Allemagne   | Ailier gauche |
| 201 | 7e   | Cole Krygier      | États-Unis  | Défenseur     |
| 207 | 7e   | Santtu Kinnunen   | Finlande    | Défenseur     |

### 2019
| No  | Tour | Nom                     | Nationalité        | Position       |
| --- | ---- | ----------------------- | ------------------ | -------------- |
| 13  | 1er  | Spencer Knight          | États-Unis         | Gardien de but |
| 52  | 2e   | Uladzislau Koliatchonok | Biélorussie        | Défenseur      |
| 69  | 3e   | John Ludvig             | République tchèque | Défenseur      |
| 81  | 3e   | Cole Schwindt           | Canada             | Ailier droit   |
| 106 | 4e   | Carter Berger           | Canada             | Défenseur      |
| 136 | 5e   | Henrik Rybinski         | Canada             | Ailier droit   |
| 137 | 5e   | Owen Lindmark           | États-Unis         | Centre         |
| 168 | 6e   | Greg Meireles           | Canada             | Centre         |
| 199 | 7e   | Matthew Wedman          | Canada             | Centre         |

### 2020
| No  | Tour | Nom             | Nationalité | Position       |
| --- | ---- | --------------- | ----------- | -------------- |
| 12  | 1er  | Anton Lundell   | Finlande    | Centre         |
| 43  | 2e   | Emil Heineman   | Suède       | Ailier gauche  |
| 74  | 3e   | Ty Smilanic     | États-Unis  | Centre         |
| 87  | 3e   | Justin Sourdif  | Canada      | Ailier droit   |
| 95  | 4e   | Michael Benning | Canada      | Défenseur      |
| 105 | 4e   | Zachary Uens    | Canada      | Défenseur      |
| 153 | 5e   | Kasper Puutio   | Finlande    | Défenseur      |
| 198 | 7e   | Elliot Ekmark   | Suède       | Centre         |
| 212 | 7e   | Devon Levi      | Canada      | Gardien de but |

### 2021
| No  | Tour | Nom                     | Nationalité        | Position       |
| --- | ---- | ----------------------- | ------------------ | -------------- |
| 24  | 1er  | Matthew Samoskevich     | États-Unis         | Ailier droit   |
| 56  | 2e   | Evan Nause              | Canada             | Défenseur      |
| 120 | 4e   | Vladislav Loukachevitch | Russie             | Défenseur      |
| 152 | 5e   | Kirill Gerassimiouk     | Russie             | Gardien de but |
| 184 | 6e   | Jakub Kos               | République tchèque | Ailier gauche  |
| 210 | 7e   | Braden Haché            | États-Unis         | Défenseur      |

### 2022
| No  | Tour | Nom             | Nationalité | Position       |
| --- | ---- | --------------- | ----------- | -------------- |
| 93  | 3e   | Marek Alscher   | Tchéquie    | Défenseur      |
| 125 | 4e   | Ludvig Jansson  | Suède       | Défenseur      |
| 157 | 5e   | Sandis Vilmanis | Lettonie    | Ailier gauche  |
| 186 | 6e   | Joshua Davies   | Canada      | Ailier gauche  |
| 189 | 6e   | Tyler Muszelik  | États-Unis  | Gardien de but |
| 214 | 7e   | Liam Arnsby     | Canada      | Centre         |
| 221 | 7e   | Jack Devine     | États-Unis  | Ailier droit   |

### 2023
| No  | Tour | Nom             | Nationalité | Position       |
| --- | ---- | --------------- | ----------- | -------------- |
| 63  | 2e   | Gracyn Sawchyn  | Canada      | Centre         |
| 127 | 4e   | Albert Wikman   | Suède       | Défenseur      |
| 159 | 5e   | Olof Glifford   | Suède       | Gardien de but |
| 191 | 6e   | Luke Coughlin   | Canada      | Défenseur      |
| 198 | 7e   | Stepan Zviahine | Biélorussie | Ailier gauche  |

### 2024
| No  | Tour | Nom                 | Nationalité | Position       |
| --- | ---- | ------------------- | ----------- | -------------- |
| 58  | 2e   | Linus Eriksson      | Suède       | Centre         |
| 97  | 3e   | Matveï Chouravine   | Russie      | Défenseur      |
| 129 | 4e   | Simon Zether        | Suède       | Centre         |
| 169 | 6e   | Stepan Gorbounov    | Russie      | Centre         |
| 193 | 6e   | Hunter St. Martin   | Canada      | Ailier         |
| 201 | 7e   | Denis Gabdrakhmanov | Russie      | Gardien de but |

### 2025
| No  | Tour | Nom                 | Nationalité | Position       |
| --- | ---- | ------------------- | ----------- | -------------- |
| 112 | 4e   | Mads Kongsbak Klyvø | Danemark    | Ailier gauche  |
| 128 | 4e   | Shea Busch          | Canada      | Ailier gauche  |
| 129 | 5e   | Shamar Moses        | Canada      | Ailier droit   |
| 192 | 6e   | Arvid Drott         | Suède       | Ailier gauche  |
| 197 | 7e   | Brendan Dunphy      | États-Unis  | Défenseur      |
| 224 | 7e   | Yegor Midlak        | Russie      | Gardien de but |